# Kloster Untermarchtal

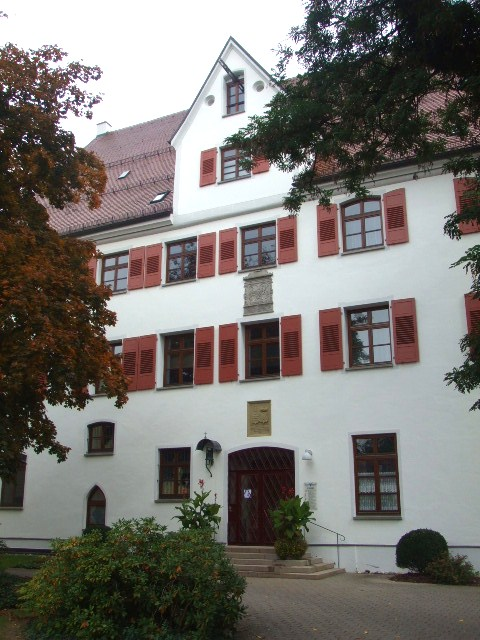
Schloss Untermarchtal

Das Kloster Untermarchtal ist eine Klosteranlage in der Gemeinde Untermarchtal im Alb-Donau-Kreis in Baden-Württemberg, die als Mutterhaus der Barmherzigen Schwestern vom hl. Vinzenz von Paul in Untermarchtal genutzt wird.

## Geschichte

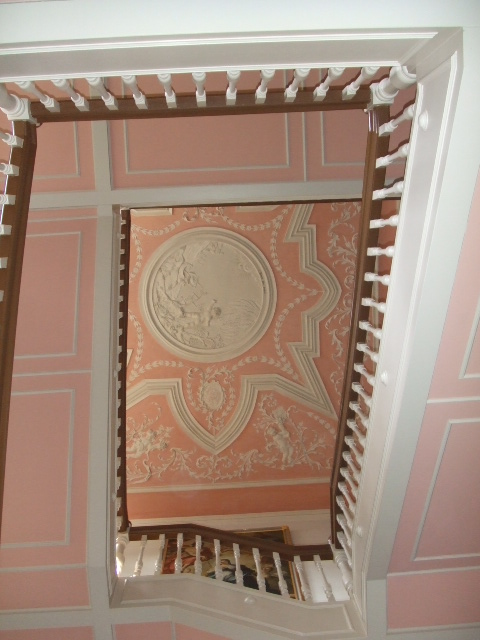
Treppenhaus im Schloss

### Schloss Untermarchtal
Johann Ulrich Späth (auch: Speth) von Zwiefalten erbaute 1573 bis 1576 in Untermarchtal ein Schloss. 1853 verkaufte die Witwe, Reichsfreiherrin von Späth, geborene Prinzessin von Oettingen Wallerstein, das Gut an den protestantischen Pfarrer Schuster von Rottenacker. Kaufmann Franz Joseph Linder aus Rottweil erwarb 1886 dann das einstige Schloss und gab es seiner Tochter Josefine, die – inzwischen Schwester Margarita genannt – Sekretärin der Generaloberin Arcadia Scholl war.

### Mutterhaus der Barmherzigen Schwestern

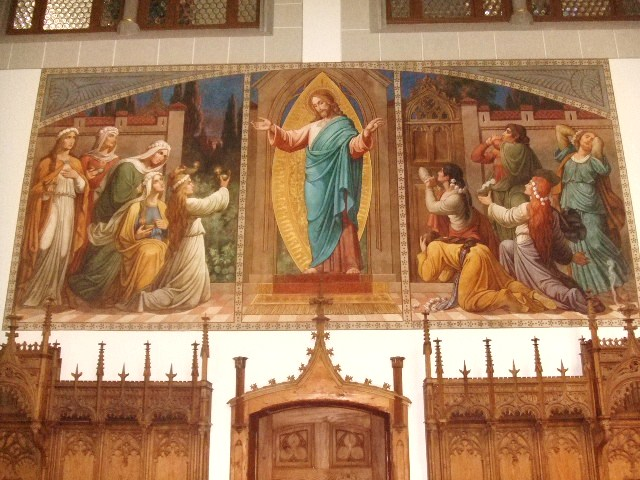
Mutterhauskapelle im Schloss

Am 16. September 1891 übersiedelte das Mutterhaus aus Schwäbisch Gmünd nach Untermarchtal. So wurde im ausgehenden 19. Jahrhundert aus dem einstigen Schloss Untermarchtal das Mutterhaus der Barmherzigen Schwestern vom hl. Vinzenz von Paul in Untermarchtal.
Die Bautätigkeit der Kongregation unter der Amtszeit von Generaloberin Schwester Margarita Linder (1893–1918) und deren Nachfolgerinnen überformte die historische Schlossanlage und es entwickelte sich eine Klosteranlage. Jüngster Kirchenbau ist die 1972 nach Entwürfen des Schweizers Hermann Baur errichtete Kirche St. Vinzenz.
Das Schloss St. Agnes, in dem sich die Hauskapelle befindet, dient der Stille und Andacht. Dort trifft sich der Mutterhauskonvent jeden Tag zum Gebet.
Im Dezember 1943 wurde bei einem Luftangriff auf Frankfurt die Villa Haus Buchenrode zerstört. Das dort befindliche Musische Gymnasium zog daraufhin in das Kloster Untermarchtal. Laut Zeitzeugen musizierten sie, bis im April 1945 französische Truppen vor den Toren des Klosters standen.
Im Jahre 1946, kurz nach dem Zweiten Weltkrieg, bis zum Ende des Jahres wurde das Haus Guter Hirte von der französischen Besatzungsmacht benutzt, um 200 „Berliner Kinder“ unterzubringen, die sich hier von den Entbehrungen der Kriegs- und Nachkriegszeit erholen sollten.

### Kirche

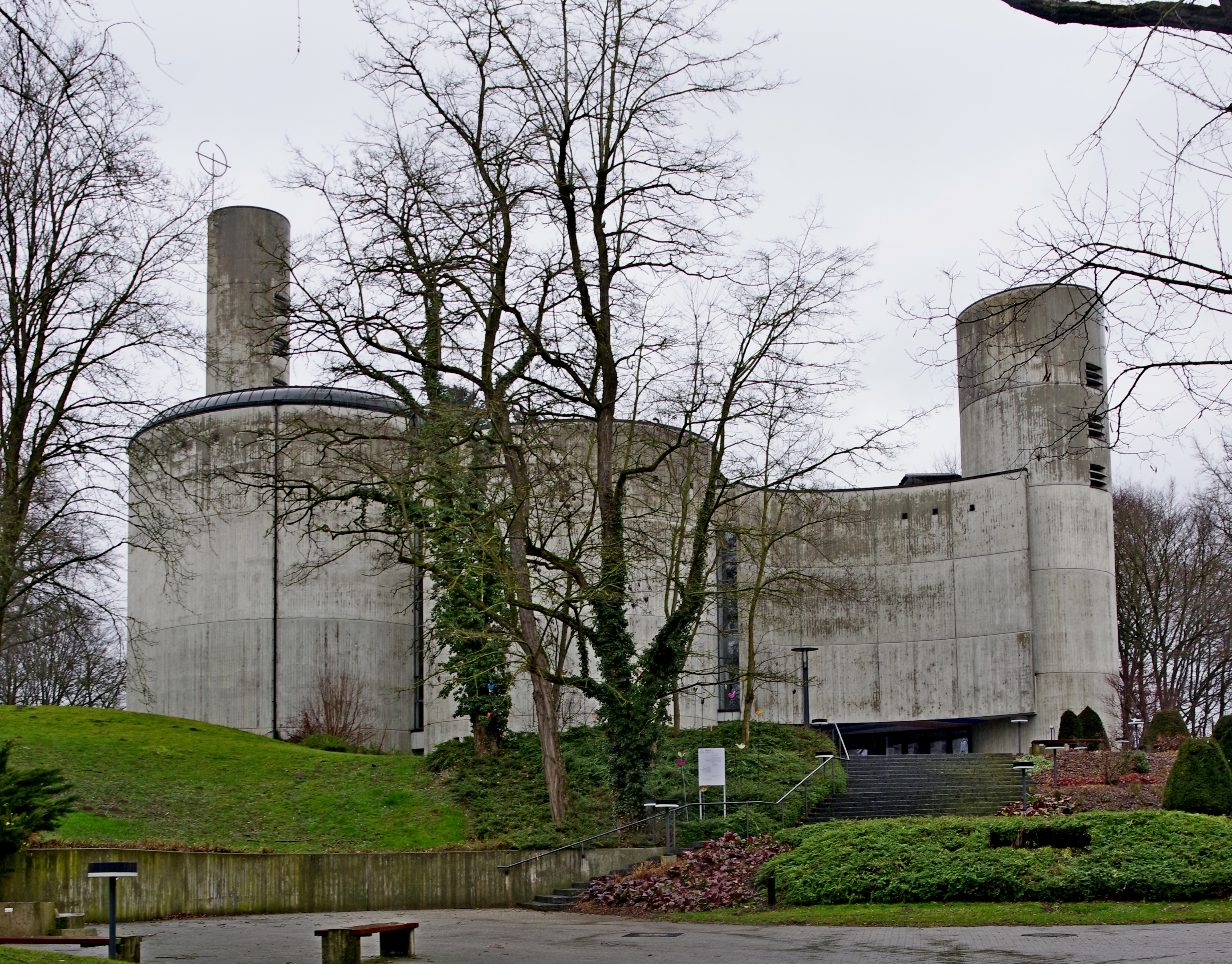
Mutterhauskirche St. Vinzenz von 1972

An die Stelle der 1909 fertiggestellten Klosterkirche, der sogenannten Rosenkranzkirche, sollte im Zeichen des konziliaren Aufbruchs ein moderner Neubau treten. Die Wahl für den Entwurf der dem Hl. Vinzenz von Paul geweihte Klosterkirche fiel auf den Basler Architekten Hermann Baur. 1970 wurde der Grundstein gelegt und am 27. September 1972 die Weihe vollzogen. Die betonsichtige, hochgeschlossene und flach gedeckte Vinzenzkirche erhebt sich auf einer Anhöhe. Ihr Äußeres wird von zwei zylindrischen Baugliedern überragt: vom Tabernakel- und vom Glockenturm. Nach diesen bildet der Altarraum den höchsten Punkt des Kirchenbaus. Dem ordnen sich die weiteren ein- und ausschwingenden Formen unter. Manche sehen eine gewisse Ähnlichkeit zur berühmten Kirche Notre-Dame-du-Haut in Ronchamp.
1975 wurde die von Orgelbauer Winfried Albiez gefertigte Orgel mit über 3.000 Pfeifen eingeweiht. Sie hat 51 Register auf drei Manualen und Pedal.

### Schwesternaltenheim Maria Hilf und Guter Hirte
Oberhalb der Klosteranlage wurde 1903 mit dem Bau des Schwesternaltenheims Maria Hilf und der Rettungsanstalt Guter Hirte begonnen. Die Einweihung der neuen Gebäude fand am 1. Dezember 1904 durch Bischof Paul Wilhelm von Keppler statt. Der Ostflügel diente den Schwestern als Alten- und Erholungsheim, der mittlere Teil war für Pensionäre vorgesehen und im Westflügel befand sich die Rettungsanstalt Guter Hirte, die mit Unterbrechungen bis 1979 als Erziehungsanstalt bestand. Heute wohnen dort ältere Schwestern. Im Gebäude Maria Hilf befindet sich ebenfalls ein Schwesternkonvent. Außerdem ist dort das Pflegeheim der Schwestern sowie die Zentralküche, die Wäscherei und die Bäckerei.

## Anlage
Das Schloss ist das älteste Gebäude des Mutterhauskomplexes und birgt ein herrschaftliches Treppenhaus mit geschnitztem Balustergeländer sowie im zweiten Obergeschoss eine qualitätvolle Stuckdecke, beides aus dem beginnenden 18. Jahrhundert. Aus dem 19. Jahrhundert erhielten sich mit den Ansichten der fürstlichen Wallersteinischen Schlösser bemalte Leinwandtapeten. In der Hauskapelle befinden sich frühgotische Skulpturen und ein hochbarockes Chorgestühl aus Rottenmünster.